# أليكسا ماركوفيتش
أليكسا ماركوفيتش هو لاعب كرة قدم كندي في مركز الوسط، ولد في 27 فبراير 1997 في هاميلتون في كندا. لعب مع Brantford Galaxy ‏.

## وصلات خارجية
- أليكسا ماركوفيتش على موقع قاعدة بيانات كرة القدم.إي يو (الإنجليزية)
- أليكسا ماركوفيتش على موقع Soccerway.com (الإنجليزية)